# Mohamed Chaouch (football)
Pour les articles homonymes, voir Mohamed Chaouch et Chaouch.
Mohamed Chaouch (arabe : محمد شاووش), né le 12 décembre 1966 à Oulad Rahou dans la province de Guercif, près de Berkane, est un footballeur marocain. Ce milieu de terrain offensif, qui a fait l'essentiel de sa carrière dans le championnat de France, a participé à la coupe du monde 1994 avec la sélection marocaine, inscrivant un but lors du match contre l'Arabie saoudite.

## Biographie
Plutôt meneur de jeu, il est également buteur régulier et a terminé meilleur buteur du championnat marocain en 1986-1987 et 2e meilleur buteur en 1987-1988. Il est par ailleurs sélectionné avec Les lions de l'Atlas à seulement 20 ans, après avoir disputé de nombreux matches dans les catégories de jeunes.
Chaouch rejoint les rangs de l'AS Saint-Étienne en août 1988. Considéré comme étranger, il doit patienter avec l'équipe de D3 avant d'obtenir sa naturalisation et fait ses grands débuts lors de la 18e journée aux côtés de joueurs comme Alain Geiger ou John Sivebæk. Ses prestations sont convaincantes et Robert Herbin en fait son meneur du jeu, succédant à Mustapha El Haddaoui, parti alors que Chaouch arrivait.
En 2022, le magazine So Foot le classe dans le top 1000 des meilleurs joueurs du championnat de France, à la 928ème place.
Il termine sa carrière à l'APOEL Nicosie, où il entame sa reconversion. En juillet 2003 il obtient la partie spécifique du puis le BEES 2e degré, qui permet d'entraîner des clubs évoluant en CFA, CFA2 et DH.

## Sélections en équipe nationale
| Caps | Date       | Match                   | Lieu       | Score | Compétition     | But |
| ---- | ---------- | ----------------------- | ---------- | ----- | --------------- | --- |
| 1    | 09/06/1987 | Australie - Maroc       | Kangnung   | 1 - 0 | President's Cup | --  |
| X    | 19/09/1987 | Algérie B – Maroc       | Lataquié   | 2 - 1 | J.M 1987        | --  |
| 2    | 08/01/1989 | Maroc – Zambie          | Rabat      | 1 - 0 | Elim. CM 1990   | --  |
| 3    | 22/01/1989 | Tunisie - Maroc         | Tunis      | 2 - 1 | Elim. CM 1990   | --  |
| 4    | 12/01/1992 | Cameroun - Maroc        | Dakar      | 1 - 0 | CAN 1992        | --  |
| 5    | 14/01/1992 | Zaire - Maroc           | Dakar      | 1 - 1 | CAN 1992        | --  |
| 6    | 11/10/1992 | Maroc - Ethiopie        | Casablanca | 5 - 0 | Elim. CM 1994   | 2   |
| 7    | 20/12/1992 | Tunisie - Maroc         | Tunis      | 1 - 1 | Elim. CM 1994   | --  |
| 8    | 31/01/1993 | Maroc - Bénin           | Casablanca | 5 - 0 | Elim. CM 1994   | 2   |
| 9    | 28/02/1993 | Maroc – Tunisie         | Casablanca | 0 - 0 | Elim. CM 1994   | --  |
| 10   | 18/04/1993 | Maroc - Sénégal         | Casablanca | 1 - 0 | Elim. CM 1994   | 1   |
| 11   | 17/07/1993 | Sénégal - Maroc         | Dakar      | 1 - 3 | Elim. CM 1994   | --  |
| 12   | 15/09/1993 | Maroc - Mali            | Casablanca | 3 - 0 | Amical          | 1   |
| 13   | 10/10/1993 | Maroc – Zambie          | Casablanca | 1 - 0 | Elim. CM 1994   | --  |
| 14   | 23/02/1994 | Maroc – Finland         | Casablanca | 0 - 0 | Amical          | --  |
| 15   | 20/04/1994 | Argentine - Maroc       | Salta      | 3 - 1 | Amical          | --  |
| 16   | 01/06/1994 | Canada - Maroc          | Montréal   | 1 - 1 | Amical          | 1   |
| 17   | 19/06/1994 | Belgique - Maroc        | Orlando    | 1 - 0 | C.M 1994        | --  |
| 18   | 25/06/1994 | Arabie Saoudite - Maroc | New York   | 2 - 1 | C.M 1994        | 1   |
| 19   | 04/06/1995 | Côte d’ivoire - Maroc   | Abidjan    | 2 -0  | Elim. CAN 1996  | --  |

## Clubs successifs
- 1982-1986 : RS Berkane  Maroc
- 1986-1988 : KAC Marrakech  Maroc
- 1988-1990 : AS Saint-Étienne  France
- 1990-1992 : FC Istres  France
- 1992-1993 : FC Metz  France
- 1993-1997 : OGC Nice  France
- 1997-1999 : Stade lavallois  France
- 1999-2000 : APOEL Nicosie  Chypre
- 2001-2002 : (Entraîneur équipe réserve) APOEL Nicosie ( Chypre)
- 2002-2003 : (Entraîneur adjoint d'Andreas Michaelides) APOEL Nicosie ( Chypre)
- 2004-2007 : (Entraîneur 18 ans nationaux) FC Istres ( France)
- 2008-2012 : (Entraîneur 19 ans) Al-Rayyan SC ( Qatar)
- 2012-2013 : (Entraîneur 19 ans) Al-Arabi SC ( Qatar)
- 2013-2014 : (Entraîneur équipe réserve) Al-Arabi SC ( Qatar)
- 2016      : (Entraîneur CFA) US Le Pontet ( France)

## Palmarès
- Meilleur buteur du championnat marocain en 1986 et second en 1987 avec le KAWKAB de Marrakech
- Vainqueur de la coupe du Trône au Maroc en 1987 avec le KAWKAB de Marrakech
- 19 sélections avec l'équipe nationale marocaine
- Vainqueur du championnat français de D2 en 1994 avec l'OGC Nice
- Vainqueur de la Coupe de France en 1997 avec l'OGC Nice
- Participe à la Coupe d'Afrique des nations 1988 au Maroc et 1992 au Sénégal
- Participe à la Coupe du monde 1994 aux États-Unis (1 but contre l'Arabie saoudite)